# 아라이정 (니가타현)
아라이정(新井町)은 니가타현 나카쿠비키군에 있던 정이다.

## 역사
- 1890년 6월 27일 - 오사키촌에서 분립해 나카쿠비키군 아라이촌이 성립하였다.
- 1892년 9월 9일 - 정으로 승격해 아라이정이 되었다.
- 1954년 11월 1일 - 야시로촌, 히다촌, 돗사카촌, 미나카미촌, 이즈미촌, 가미고촌, 히라마루촌, 와다촌의 일부와 합병, 시로 승격해 아라이시가 되어 소멸하였다.

## 참고문헌
- 『市町村名変遷辞典』東京堂出版、1990年。